# Bibliographie (Kletterroute)
Koordinaten: 44° 31′ N, 5° 58′ O

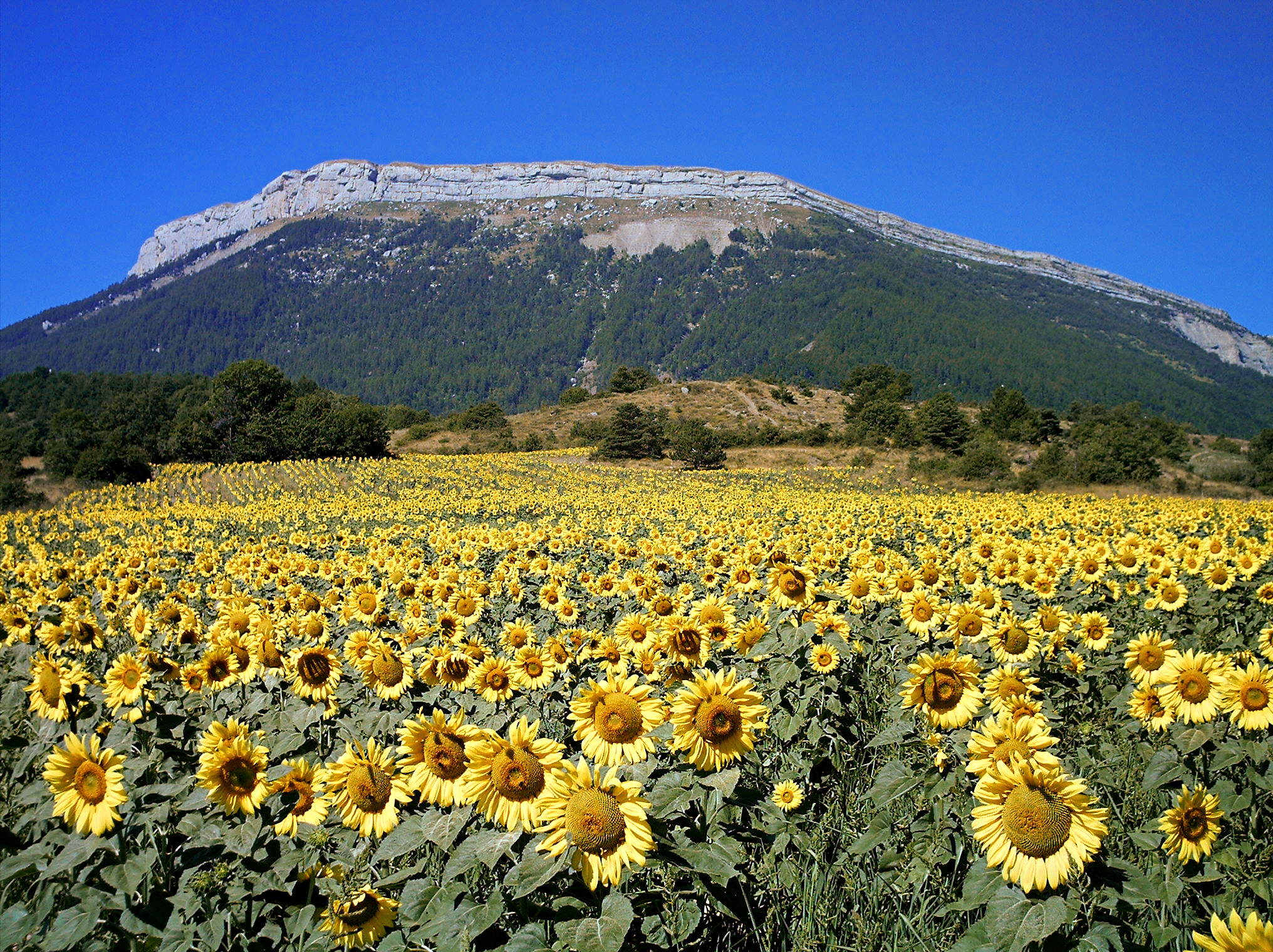
Der Berg Céüse in Frankreich

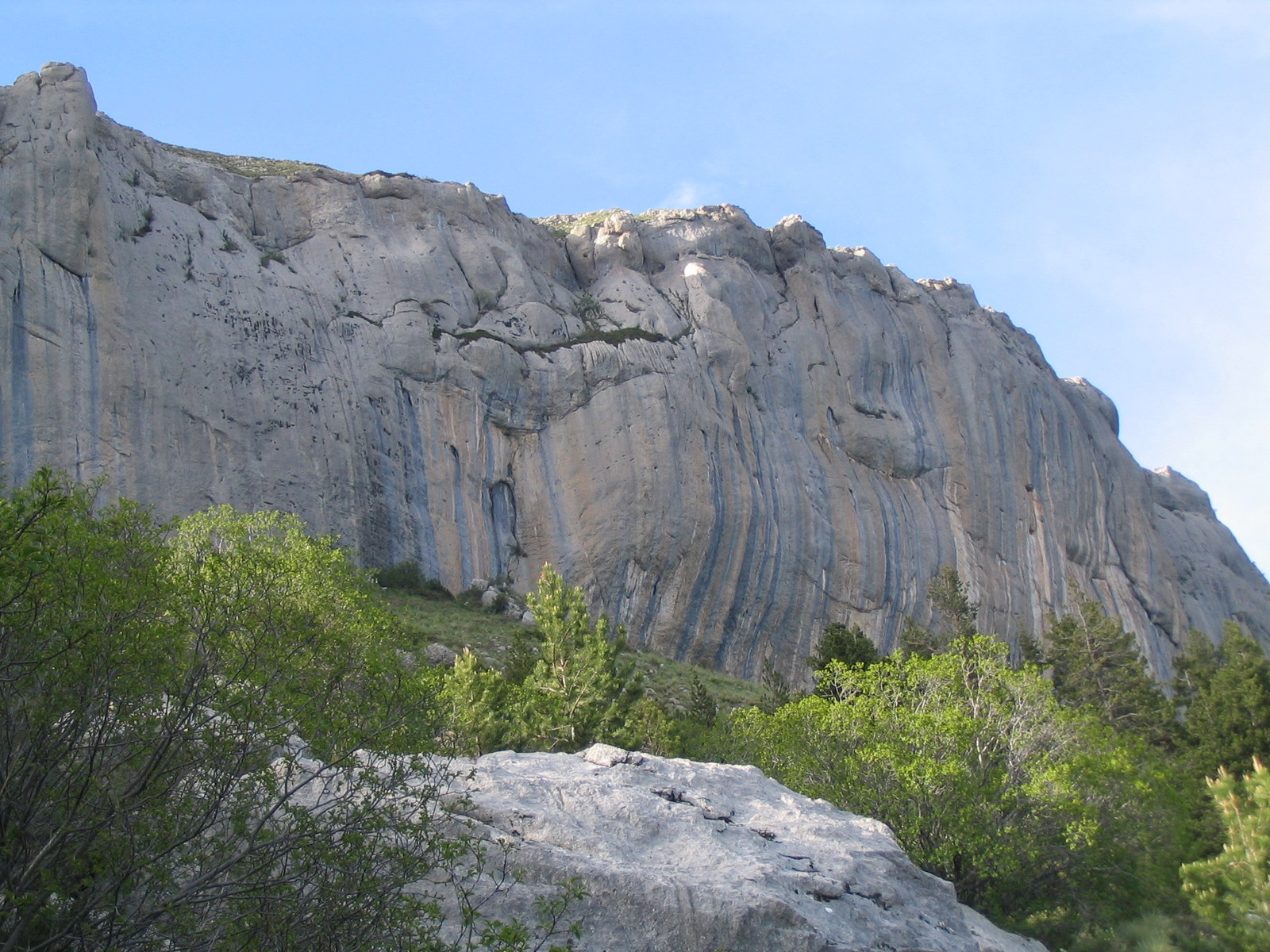
Die Routen Bibliographie und ihr Nachbar Biographie

Bibliographie ist eine Kletterroute in Céüse, Frankreich, die mit dem Schwierigkeitsgrad 9b+ (5.15c) bewertet ist. Die Route wurde 2011 von Ethan Pringle erschlossen und am 5. August 2020 von Alexander Megos erstbegangen. Megos bewertete die Route 9c (5.15d), die bisher höchste Schwierigkeitsstufe. Damit war Bibliographie nach Silence die zweite Route in diesem Schwierigkeitsgrad. Stefano Ghisolfi wiederholte die Route am 24. August 2021 und wertete ab auf 9b+ (5.15c). Bisher wurde die Route von Stefano Ghisolfi, Sean Bailey, Sébastien Bouin und Jorge Díaz-Rullo wiederholt.

## Erstbegehung
Megos brauchte insgesamt 60 Tage, um Bibliographie zu klettern. Das erste Mal probierte er die Route im Juni 2017. Im September desselben Jahres ging er für vier Wochen nach Céüse, mit dem Ziel, die Route zu schaffen, was ihm jedoch nicht gelang. Im Juni 2018 ging er, nachdem er in Margalef die 9b+-Route Perfecto Mundo geklettert hatte, direkt nach Céüse; wieder ohne Erfolg. 2019 konzentrierte er sich vor allem auf Wettkämpfe und verbrachte im ganzen Jahr nur etwa drei Tage in Céüse. Wegen der Covid-19-Pandemie wurden 2020 alle Wettkämpfe abgesagt, wodurch Megos Zeit hatte, draußen zu klettern und Bibliographie erneut zu probieren. Er fuhr mehrmals mit seiner damaligen Freundin und Sportkletterin Jenya Kazbekova nach Céüse und schaffte es schließlich, am 5. August 2020 die Route durchzuklettern.

## Bewertung
Nach der Erstbegehung schlug Alex Megos den Schwierigkeitsgrad 9c (5.15d) vor, wodurch Bibliographie nach Silence die zweite Route weltweit in diesem Schwierigkeitsgrad war. Er verglich sie mit Perfecto Mundo (9b+), und schätze sie als deutlich schwerer ein. Als zweite 9c-Route weltweit, erlangte Bibliographie große Bekanntheit und wurde von mehreren Kletterern wie Sébastien Bouin, Jakob Schubert, Stefano Ghisolfi und Dave Graham besucht und probiert. Am 24. August 2021 gelang Stefano Ghisolfi als erster die Wiederholung der Route. Dieser wertete die Route jedoch ab auf 9b+ (5.15c). Megos war mit der Abwertung einverstanden, weshalb Bibliographie heute offiziell mit 9b+ (5.15c) bewertet ist. Er schrieb, dass seine Bewertung dadurch entstand, dass er hohen Druck aus der Communitiy verspürte und keinen direkten Vergleich hatte, beides, da er sehr lange an der Route projektiert hatte und seine Beta häufig wechselte. Es ist weltweit die fünfte Route in diesem Schwierigkeitsgrad.

## Route
Die Route Bibliographie liegt an einer südöstlich ausgerichteten Wand aus Kalkstein am Berg Céüse in Frankreich. Sie ist 35 Meter lang und besteht aus kleinen Leisten und Löchern, die viel Fingerkraft verlangen. Die Route beginnt mit einigen moderaten Zügen zu einem Untergriff. Von dort gibt es ein paar weite Züge auf guten Griffen. Der erste Teil liegt zirka im Bereich 8b+ (5.14a) und endet mit der ersten Ruheposition der Route. Danach folgen zehn schwierige Züge auf Leistengriffen und schlechten Fußgriffen, welche zur ersten Crux führen. Die Crux besteht aus vier intensiven Zügen und ist ungefähr Fb. 8a+ (V12) gewertet. Nach der Crux gibt es nach drei bis vier Zügen die zweite Ruheposition der Route. Acht intensive Züge führen zur zweiten Crux. Die Route endet mit moderaten acht Metern mit Henkelgriffen bis zur Verankerung.
Megos beschreibt die Route als Kraftausdauerproblem ohne wirklich guten Rastpunkt, wodurch sie sich stark von Silence mit ihren Nohandrests und Knieklemmern unterscheidet.

## Begehungen
- Alexander Megos – 5. August 2020 – Erstbegehung[7]
- Stefano Ghisolfi – 24. August 2021 – Erste Wiederholung[8]
- Sean Bailey – 6. Oktober 2021[9]
- Sébastien Bouin – Juni 2023[10]
- Jorge Díaz-Rullo – 16. Oktober 2023[11]